# Lucius Shepard

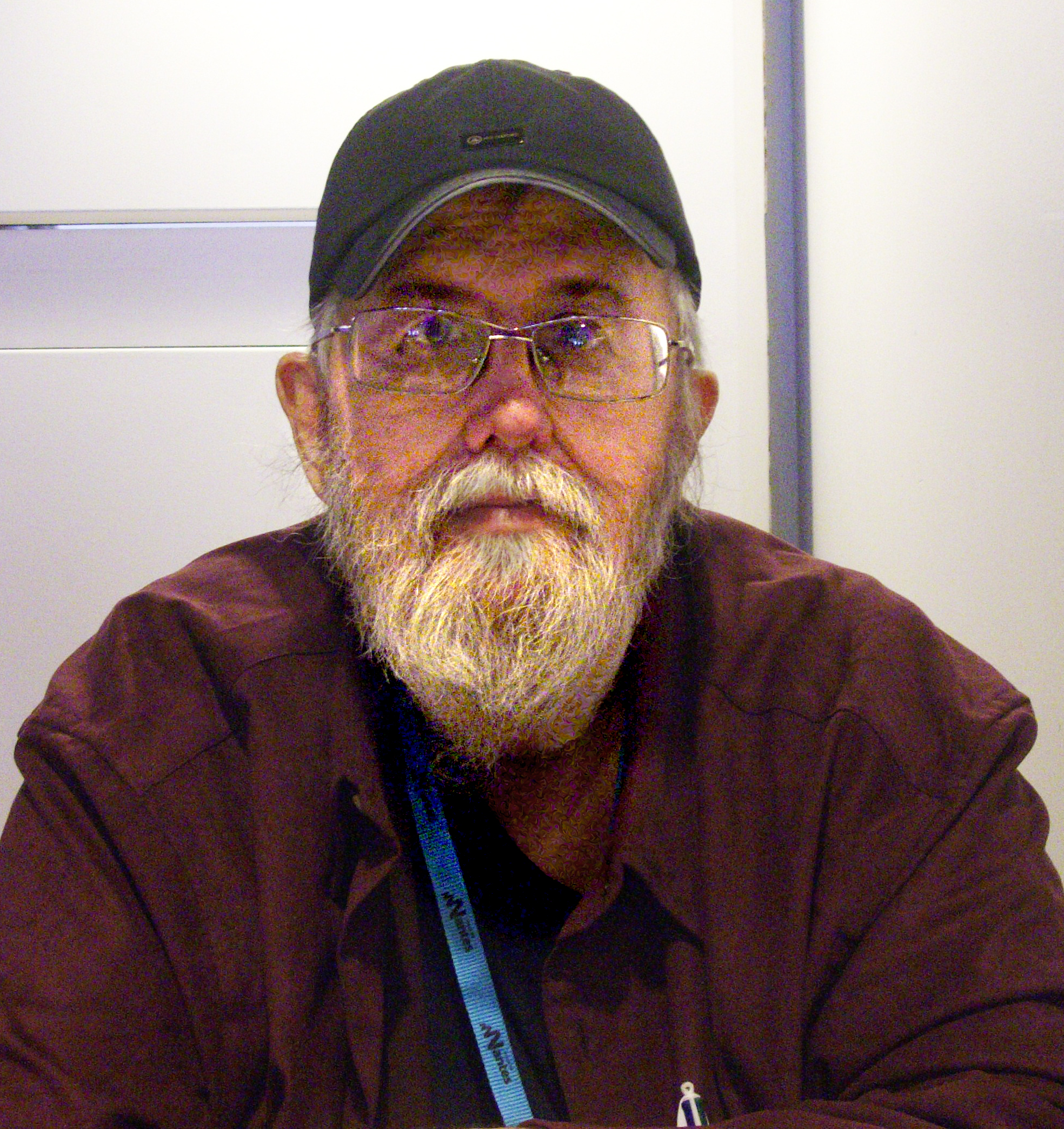
Lucius Shepard (2011)

Lucius Shepard (* 21. August 1943 in Lynchburg, Virginia; † 18. März 2014 in Portland, Oregon) war ein US-amerikanischer Schriftsteller, der vor allem als Science-Fiction- und Fantasy-Autor bekannt wurde.

## Leben
Shepard wurde 1943 geboren. Er selbst nannte auf seiner Homepage das Jahr 1947.
1980 war er Teilnehmer des renommierten Clarion Workshops für angehende Science-Fiction- und Fantasy-Autoren, bei dem er in der Folge auch als Dozent wirkte.
Seine ersten Kurzgeschichten erschienen 1983 während der Cyberpunk-Bewegung, sein erster Roman Green Eyes (dt. Grüne Augen) erschien 1984.
Für seine Werke wurde der Autor mehrfach ausgezeichnet, 1985 gewann er den John W. Campbell Award als bester neuer Autor, gefolgt vom Nebula Award und dem Locus Award für seine Erzählung R&R, welche 1987 Teil seines Romans Life During Wartime (dt. Das Leben im Krieg) wurde. Für den Gesamtroman erhielt er 1990 den Kurd-Laßwitz-Preis. 1988 bekam er den World Fantasy Award für die Kurzgeschichten-Sammlung The Jaguar Hunter und 1992 erneut für The Ends of the Earth, und seine Novelle Barnacle Bill the Spacer erhielt 1993 den Hugo Award. 2003 erhielt er den Theodore Sturgeon Memorial Award für Over Yonder. Shepard gewann weitere Awards im Laufe seiner Karriere.
Shepard lebte in Vancouver, Washington.

## Themengebiete und Entwicklung
Während seiner schriftstellerischen Laufbahn behandelte Shepard verschiedenste Thematiken. Am Anfang war die Region Mittelamerika ein zentrales Thema seines Schreibens: eindeutig als Science Fiction erkennbare Geschichten über zukünftige High-Tech Dschungelkriege (z. B. R&R und Salvador) sowie Erzählungen, die eher dem sog. magischen Realismus zuzuordnen sind (wie Black Coral und The Jaguar Hunter) und in welchen er sich mit kulturellen Zusammenstößen befasste.
In verschiedenen Interviews vertrat er die Ansicht, dass die Regierung Bush einen Angriff auf diese Region starten würde.
In den 90er Jahren wurde es in Bezug auf Science Fiction eher ruhig um Shepard; er kehrte erst gegen Ende des Jahrzehnts mit Werken wie der Novelle Radiant Green Star (welche mit dem Locus Award im Jahre 2001 ausgezeichnet wurde) zurück. Obwohl er noch immer thematisch auf Mittelamerika angelegte Fiction schrieb, lagen seine Interessen eher im Norden. So veröffentlichte er die Novellen Ein Handbuch Amerikanischer Gebete (erschienen bei der Edition Phantasia) und Viator, welche beide in Nordamerika angesiedelt sind. Des Weiteren publizierte er einige Werke, in denen Kultur und Geographie nur nebensächlich sind (seine Erzählung Jailwise als wichtiges Beispiel), sich breiteren Fragen wie der Rolle der Gerechtigkeit in der Gesellschaft zuwenden.
Viele von Shepards letzten Arbeiten sind der Sachliteratur zuzuordnen, so erforschte er für einige Zeit die sogenannten Freight Train Riders of America und schrieb sowohl Fiction als auch Non-Fiction über diese Erfahrungen. Beim Magazin The Magazine of Fantasy & Science Fiction sowie auf www.electricstory.com war er regelmäßiger Filmrezensent, seine Rezensionen häufig beeinflusst von seiner Geringschätzung des Zustands des amerikanischen Films.

## Werke

### Romane und Erzählungen

#### Griaule
- The Dragon Griaule. Subterranean Press, 2012, ISBN 978-1-59606-456-0. (Kurzgeschichten)
- Beautiful Blood., Subterranean Press, 2013, ISBN 978-1-59606-652-6.

#### Weitere Romane
- Green Eyes. Ace Science Fiction Books, 1984, ISBN 0-441-30274-2.
  - Grüne Augen. Heyne-Science-Fiction & Fantasy #4604, 1989, Übersetzerin Irene Bonhorst, ISBN 3-453-03471-6.
- Life During Wartime. Bantam Books, 1987, ISBN 0-553-34381-5.
  - Das Leben im Krieg., Heyne-Science-Fiction & Fantasy #4555, 1989, Übersetzerinnen Irmtraud Kremp und Irene Bonhorst, ISBN 3-453-03144-X.
- The Golden. Mark V. Ziesing, 1993, ISBN 0-929480-73-2.
  - Die Spur des goldenen Opfers. Bastei-Lübbe Allgemeine Reihe #13846, 1997, Übersetzer Michael Kubiak, ISBN 3-404-13846-5.
- Valentine. Four Walls Eight Windows, 2002, ISBN 1-56858-215-3.
- Colonel Rutherford’s Colt. Subterranean Press, 2003, ISBN 1-931081-74-3.
- Louisiana Breakdown. Golden Gryphon Press, 2003, ISBN 1-930846-14-2.
  - Endstation Louisiana. Edition Phantasia, 2006, Übersetzer Joachim Körber, ISBN 3-937897-14-3.
- Floater. PS Publishing, 2003, ISBN 1-902880-79-X.
- Viator. Night Shade Books, 2004, ISBN 1-892389-44-4.
- A Handbook of American Prayer. Thunder’s Mouth Press, 2004, ISBN 1-56858-281-1.
  - Ein Handbuch Amerikanischer Gebete. Edition Phantasia, 2006, Übersetzer Joachim Körber, ISBN 3-937897-19-4.
- Softspoken. Night Shade Books, 2007, ISBN 978-1-59780-073-0.

#### Erzählungen
- The Scalehunter’s Beautiful Daughter. Mark V. Ziesing, 1988, ISBN 0-9612970-8-5.
- The Father of Stones. WSFA Press, 1989, ISBN 0-9621725-0-2.
- Kalimantan. Legend / Century, 1990, ISBN 0-7126-3673-0.
- AZTECHS. Subterranean Press, 2003, ISBN 1-931081-50-6.
  - AZTECH. Edition Phantasia, 2004, Übersetzer Joachim Körber, ISBN 3-937897-05-4.
- Liar’s House. Subterranean Press, 2004, ISBN 1-59606-002-6.
- The Taborin Scale. Subterranean Press, 2010, ISBN 978-1-59606-288-7.
- Vacancy. Gateway / Orion, 2013, ISBN 978-0-575-09141-2.

### Storysammlungen
- The Jaguar Hunter. Arkham House, 1987, ISBN 0-87054-154-4.
- Nantucket Slayrides: Three Short Novels. Eel Grass Press, 1989, ISBN 0-938075-10-1. (mit Robert Frazier)
- The Ends of the Earth: Fourteen Stories. Arkham House, 1990, ISBN 0-87054-161-7.
- Vermillion (Comicserie, Texter), 1996–1997
- Barnacle Bill the Spacer: And Other Stories. Orion, 1997, ISBN 1-85798-501-X.
- Two Trains Running. Golden Gryphon Press, 2004, ISBN 1-930846-23-1.
  - Hobo Nation. Edition Phantasia, 2008, Übersetzer Joachim Körber, ISBN 978-3-937897-29-5.
- Trujillo: And Other Stories. Night Shade Books, 2004, ISBN 1-902880-85-4.
- Eternity: And Other Stories. Thunder’s Mouth Press, 2005, ISBN 1-56025-662-1.
- Dagger Key and Other Stories. PS Publishing, 2007, ISBN 978-1-904619-73-4.
- The Best of Lucius Shepard. Subterranean Press, 2008, ISBN 978-1-59606-133-0.

### Sachbücher
- Sports and Music, 1986
- Weapons of Mass Seduction, 2005
- With Christmas in Honduras: Men, Myths, and Miscreants in Modern Central America, 2007

### Online verfügbare Werke
- The Night of White Bhairab
- Liar’s House
- A Walk in the Garden
- Jailwise
- Senor Volto
- Emerald Street Expansions
- Over Yonder
- AZTECHS
- The Jaguar Hunter

## Kritik
- Colin Greenland über Grüne Augen: „Die vordergründige Handlung, das Gejagtsein durch eine feindliche Landschaft, begleitet von Leiden, Selbsterkenntnis und wachsender Liebe, ist der irdische Rahmen für eine vielschichtige messianische Zuspitzung, die immer mehr von ihrem eigenen halluzinatorischen Strudel davongetragen zu werden droht. Die gespannte Kraft des Stils enthält alle krampfhaften Zuckungen sinnlicher und visionärer Art, die sie verursacht. Mit diesen Roman, seinem ersten, verschafft sich Lucius Shepard sofort einen Platz in der Gesellschaft der Science Fiction-Autoren …“[4]
- Sascha Mamczak über Das Leben im Krieg: „Life during Wartime ist um Längen besser als Shepards weit überschätzter Erstlingsroman Green Eyes, an seine Novellen und Kurzgeschichten reicht er jedoch nicht heran. So ist R & R, die Novelle, die dem Roman zugrunde liegt und das erste Kapitel darstellt, sein bestes Stück. Im Laufe der Handlung wird die Geschichte unglaubwürdiger – und immer pathetischer … Tiefe geben seinem Buch die Charaktere, in die der Krieg Wunden geschlagen hat: Der General, der mit seinem Kampfanzug als 'Monster' einen uralten Mythos am Leben erhält, Nate, der mit PSI-Kräften Schmetterlinge zum Töten abrichtet, der strahlenverseuchte Tully, der auf der Veranda sitzt und gegen die Traurigkeit kämpft.“[5]